# Bhávana
A bhávana (páli; szanszkrit, vagy bhávaná) szó szerinti jelentése "fejlesztés" "művelés" vagy "létesülés" A bhávana fontos buddhista fogalom a meditációban. A bhávana kifejezés általában egy másik szó előtagjaként szerepel, úgy mint csitta-bhávana (a tudat művelése) vagy metta-bhávana (a szerető kedvesség fejlesztése). Az önállóan álló bhávana kifejezés általánosan 'spirituális fejlesztést' jelent.

## Etimológia
A bhávana kifejezés a bháva szóból ered, amelynek jelentése létesülés avagy a fellépő mentális állapotok szubjektív folyamata.

## Buddhizmus
A páli kánonban a bhávana gyakran összetett alakban szerepel, amelyekben személyt vagy szándékot jelöl egy bizonyos képesség fejlesztésével kapcsolatosan. Például a Tipitakában és a poszt-kanonikus irodalmakban a következő összetett alakokban szerepel:
- csitta-bhávana - "a tudat fejlesztése" vagy "az öntudat fejlesztése"
- kája-bhávana - "a test fejlesztése"
- mettá-bhávana- "jóindulat kifejlesztése vagy művelése"
- pannyá-bhávaná - "bölcsesség kifejlesztése" vagy "megértés kifejlesztése"
- szamádhi-bhávana - "koncentráció kifejlesztése"

Ezen felül a kánonban szerepel még a szamatha-vipassaná fejlesztése is. Később, théraváda tanítók a következő összetételeket alkották még:
- szamatha-bhávana - nyugalom kifejlesztése.
- vipasszana-bhávana - belátás kifejlesztése.

## A dzsainizmusban
A dzsaina szövegekban a bhávana a "helyes fogalomra" vagy a "mese morális tanítására" vonatkozik.